# スクールバラエティ 百点満点
『スクールバラエティ 百点満点』（スクールバラエティ ひゃくてんまんてん、原題：스쿨 버라이어티 백점만점）は、韓国のKBS 2TVで2010年11月27日から2011年5月28日まで毎週土曜日17:15 - 18:30（KST）に放送されていたバラエティ番組。HDTV放送。全27回。
日本ではKBS World（スカパー791chほか）で2010年12月10日から2011年6月27日まで毎週月曜日18:30 - 19:45（JST）に放送された字幕スーパー。

## 概要
『スターゴールデンベル』（2004年11月 - 2010年3月）のリニューアル番組としてスタートするも視聴率の不振で7か月で打ち切りになった『スターゴールデンベル 1年1組 (스타 골든벨 1학년 1반)』の後番組。
2010年10月30日にパイロット番組『오!마이스쿨 (オー!マイ・スクール)』を放送。一月後、タイトルと一部出演者（MCは同じ）が変更されてレギュラー放送となる。
レギュラーMCにベテランお笑いタレントを配して、毎回アイドルや若手タレントたちが複数ゲスト出演するという形式は前番組から引き継がれている。
“KBS公認国民的スター養成学校”をコンセプトに、出演者がそれぞれ先生、生徒の役割を演じるなか様々な企画が展開される。

## 出演
※（ ）内の数字は出演回
MC
- パク・ミョンス - 校長（1-27）
- パク・ギョンリム (박경림) - 担任教師（1-23）
- トニー・アン - 教育実習生（1-23）
- キム・シニョン (김신영) - 新任教師（13-27）

レギュラー - 生徒
第1期
- Simon D（Supreme Team）（1-27）
- ミンホ（SHINee）（1-9,11）
- ホンギ（FTisland）（1,3-11）
- ジェギョン（RAINBOW）（1-11） - 学級委員長[2]
- ミン（Miss A）（1-17,19-27）

第2期
- Simon D（Supreme Team）
- イ・ジュン（MBLAQ）（11-13,15-17,19-24,26,27）
- ヨソプ（BEAST）（8,9,11,13,14,16-27）
- ソヨン（T-ARA）（8,9,11-27）
- ミン（Miss A）
- ヒョソン（Secret）（3-5,10-17,19-24,27）

おもなゲスト
- ソン・ウンソ (손은서)

女優。番組内でミノとの仲を優等生カップルとしてよくネタにされた。第7回をもって映画『창수』撮影のため降板。
- キム・ジュリ (김주리)

2009年度ミス・コリア・真。ロシアのボリショイ・バレエ学校出身。トニーの元ファンで番組内で度々2人の仲がネタにされた。第10回を以て降板。
- キム・ドンワン

トニーの代役で臨時教師としてMCを務めた（第12回放送）。
- チョン・ミョンフン (천명훈)（NRG）
- キム・ギョンジン (김경진)

男性お笑いタレント。ミョンスが社長を務める芸能事務所に所属。ドラマやMVにも出演。持ちネタはダチョウ、カタツムリの形態模写。

## 内容

### 番組内容の変遷
度々、番組フォーマットの変更が行われた。
- 当初はコンセプトに沿って、学校の授業スタイルを採用して国語や歴史のクイズ、ディベートといった企画が行われていた。また、“校則”として「授業で良く出来たり笑いを取った生徒には“よくできました”バッジ、その逆の生徒には“頑張りましょう”バッジが与えられる。その日の成績で“よくできました”バッジが一番多い優秀賞に選ばれた生徒は奨学金が貰える。一方、“頑張りましょう”バッジが多かったビリの生徒は何か罰を受けさせられる」という基本ルールが存在したが、数回をもって消失した。
- 第13回から大幅なリニューアルが行われた。収録方法が江華島の旧小学校校舎でのロケーション撮影からKBS別館のスタジオ収録になったほか、MCに人気女性芸人のキム・シニョンが加入、生徒役のレギュラー陣も入れ替わった。番組内容も“連帯責任バラエティー試験”と題したチーム対抗のゲーム企画をメインに据えたものとなった。
- 第23回からアイドルが大人数出演してスポーツ競技をおこなう“全国アイドルスポーツ大会”が始まった。これに伴い初回からMCを務めてきたパク・ギョンリム、トニー・アンの両名が降板となった。

### 企画
連帯責任バラエティー試験（#13-23）
出演者全員が2チームに分かれ試験を受ける。全部で3科目。最終的に負けたチームは罰ゲームで仮装ショーをさせられる。1科目終了のたび負けチーム全員がスタジオセット2階のお仕置き部屋に入り、床一面が指圧板の上で運動させられる。進行役はKBSアナウンサーのファン・スギョン（VTR出演）。
- 国語の歌クイズ

歌詞の英語部分を翻訳した文章を聞いて、その曲の歌手と題名を答えて歌を歌う。ただし回答は英語禁止ですべて朝鮮語に直さなければならない。合図のあとマイク前の椅子に早く座った人が回答権獲得。不正解の時は相手に回答権が移る。不正解者には顔面に強風が吹きつけられる。
- 私に言って

全員がひさごのヘルメット（乾燥したヒョウタンを2つ割りしたもの）着用後、メット正面部分のシールをめくると個別にNGが記されていて本人以外は見ることができる。各自自分のヘルメットに記されたNGワードを言ったりNG行動をとれば脱落。どちらか一方が全員脱落するまで勝負する。出演者たちは自分のNGに気を付けながら、相手にNGを出させるべく駆け引きをして競う。NGを出した人は自分の頭でひさごを割らなければならない。
末っ子構成作家がしゃべる（#13-23）
テレビ・ラジオ各局の構成作家に出演者に関するアンケート調査を実施。隠されたエピソード3つを発表する。進行役はシニョン
全国アイドルスポーツ大会（#23-27）
出身地域ごとにチーム分けされたアイドルたちがスポーツ競技をおこなう。チームごとに個人戦を行なって地域代表を選出する予選のあと、地域対抗の決勝戦が行なわれる。総合優勝チームには優勝旗と地域特産品が授与される。競技実況はイ・グァンヨン（#23,KBSアナウンサー）、ホ・ジュン（#24）、解説はパク・ミョンスとキム・テヒョン、現場リポーターはキム・シニョンが務める。ゲスト解説にイ・テヒョン（シルム選手）（#25）。

## 放送時間
KBS 2TV
- 2010年11月27日　17:00 - 18:15
- 2010年10月30日、12月4日 - 12月18日、2011年1月8日 - 2月26日　17:15 - 18:30
- 2010年12月25日　17:05 - 18:20、2011年1月1日　17:05 - 18:30
- 2011年3月5日 - 2011年5月28日　17:10 - 18:30

再放送　翌週土曜日
- 2010年12月4日 - 12月18日 11:35 - 12:45、2010年12月25日 11:35 - 12:35、2011年1月29日 12:25 - 13:35

日本（KBS WORLD）
- 2010年12月10日 - 12月31日　金曜 9:00 - 10:10 / 再放送：金曜 25:50 - 27:00
- 2011年1月7日 - 1月28日　金曜 25：50 - 27：00 /再放送：日曜 16：30 - 17：40
- 2011年2月4日 - 3月25日　金曜 25:40 - 26:50 / 再放送： 同上
- 2011年4月4日 - 6月27日　月曜 18:30 - 19:45 / 再放送： 日曜 14:20 - 15:35

## 関連番組
- スターゴールデンベル1年1組 - 前番組
- 自由宣言土曜日 (자유선언 토요일) - 後番組